# Dunkelschenkliger Kurzdeckenbock
Der Dunkelschenklige Kurzdeckenbock, Kleine Wespenbock oder Fichten-Kurzdeckenbock (Molorchus minor) ist ein Käfer aus der Familie der Bockkäfer Cerambycidae.

## Merkmale
Die Käfer werden 6 bis 16 Millimeter lang und haben eine braungelbe bis schwarze Färbung. Auf den braunen Deckflügeln tragen sie jeweils einen schrägen, hellen Fleck. Der Halsschild ist schmal und etwa doppelt so lang wie breit. Er ist dicht gepunktet und trägt lange Härchen. Entlang der Ränder kann man längliche, glänzende Erhebungen erkennen, in der Mitte des Schildes und an beiden Seiten findet sich weiters ein Höcker. Die verkürzten Deckflügel sind nur etwas länger als der Halsschild, klaffen am Ende auseinander und enden abgerundet. Die voll entwickelten Hinterflügel sind über dem Hinterleib zusammengefaltet und wegen der verkürzten Deckflügel etwa zur Hälfte sichtbar. Insgesamt haben die Männchen 12, die Weibchen 11 Fühlerglieder, beim Weibchen sind die Fühler etwa so lang wie der Körper, beim Männchen deutlich länger. Von den drei ähnlichen Arten unterscheidet sich Molorchus minor dadurch, dass dessen drittes Fühlerglied deutlich länger als das erste ist. Die Beine sind lang und schlank, nur die Schenkel (Femora) sind kugelig verdickt. 

### Ähnliche Arten
- Marmottans Kurzdeckenbock (Molorchus marmottani)
- Molorchus umbellatarum
- Molorchus kiesenwetteri

## Vorkommen
Die Tiere kommen in Europa bis in die Mitte Skandinaviens, und in Asien, östlich bis Japan von tiefen Lagen bis zur Waldgrenze vor. Man findet sie vor allem auf Waldlichtungen und am Rand von Nadelwäldern. Sie fliegen von April/Mai bis Juli und sind häufig.

## Lebensweise
Die Imagines fressen Pollen und sitzen meist auf Blüten, meist an Weißdornen und Doldenblüten. Die Larven leben in totem Nadelholz, bevorzugt in dürren Zweigen von Fichten und Kiefern. Sie fühlen sich aber auch in Brennholzstapeln und Holzzäunen wohl. Sie leben anfangs unter der Rinde, ihre Gänge haben dort einen scharfen Rand und sind mit Bohrmehl gefüllt. Später leben sie im Holz, in dem sie sich auch in einer Puppenwiege verpuppen. Sie benötigen ein bis zwei Jahre für ihre Entwicklung. Die adulten Tiere überwintern im Holz. 